# Université de Burgos
Pour le club de volley-ball, voir Club Voleibol Diego Porcelos.
L'université de Burgos (en espagnol Universidad de Burgos) est une université publique fondée en 1994 et située à Burgos, en Castille-et-León (Espagne).

## Présentation

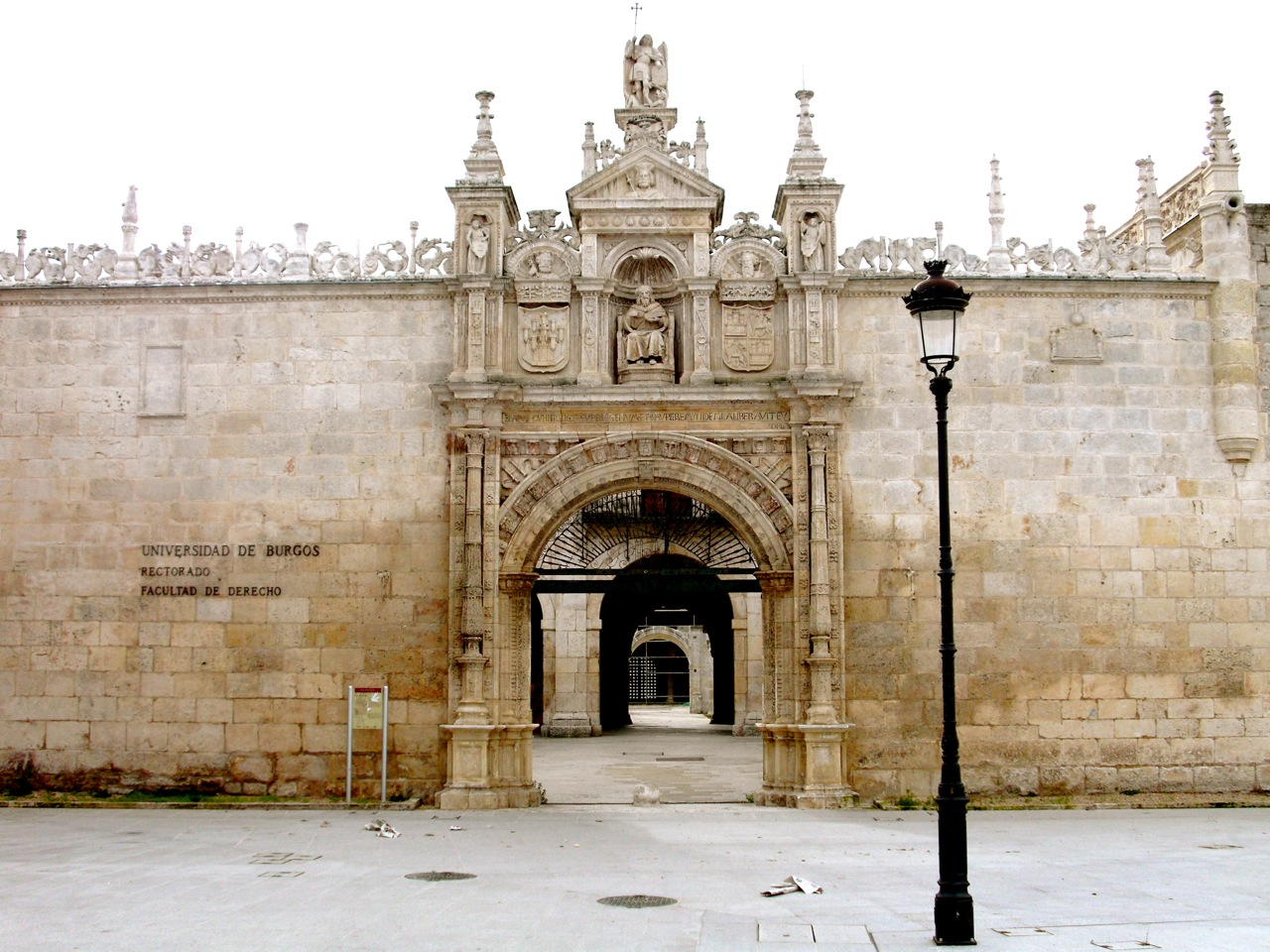
Façade de la faculté de droit de l’université de Burgos.